# Performance (filme)
Performance é um filme de drama policial britânico de 1970 dirigido por Donald Cammell e Nicolas Roeg. A obra é estrelada por James Fox como um gângster londrino violento e ambicioso que, depois de matar um velho amigo, se esconde na casa de um astro do rock recluso (Mick Jagger, dos Rolling Stones, em seu segundo filme).
O filme foi produzido em 1968, mas não lançado até 1970, pois a Warner Bros. estava relutante em distribuir o filme, devido ao seu conteúdo sexual e violência gráfica. Inicialmente recebeu uma resposta crítica mista, mas desde então sua reputação cresceu em estatura; é agora considerado um dos filmes mais influentes e inovadores da década de 1970, bem como um dos maiores filmes da história do cinema britânico. Em 1999, Performance foi eleito o 48º maior filme britânico do século XX pelo British Film Institute; em 2008, a revista Empire classificou-o em 182º em sua lista dos 500 Maiores Filmes de Todos os Tempos.

## Elenco
- James Fox como Chas
- Mick Jagger como Turner
- Anita Pallenberg como Pherber
- Michele Breton como Lucy
- Ann Sidney como Dana
- John Bindon como Moody
- Stanley Meadows como Rosebloom
- Allan Cuthbertson como advogado
- Anthony Morton como Dennis
- Johnny Shannon como Harry Flowers
- Anthony Valentine como Joey Maddocks
- Ken Colley como Tony Farrell
- John Sterland como chofer
- Laraine Wickens como Larraine